# Супруги Морган в бегах
«Супруги Морган в бегах» (англ. Did You Hear About the Morgans?, «Ты слышал что-нибудь о Морганах?») — американский художественный фильм в жанре романтической комедии, поставленный режиссёром Марком Лоуренсом.
Премьера фильма состоялась 18 декабря 2009 года в Лос-Анджелесе и Нью-Йорке.
Номинация на премию Золотая малина («Худшая актриса» — Сара Джессика Паркер).

## Сюжет
Брак адвоката Пола и агента по недвижимости Мерил Морган близок к распаду. Супруг был уличён в неверности и теперь не знает как загладить вину. Во время ужина, когда Морганы обсуждали развод, неподалёку произошло убийство одного из клиентов Мерил, и они стали невольными и нежелательными свидетелями. Морганам приходится принять программу защиты свидетелей, так как на них уже началась охота.
Из Нью-Йорка Пол и Мерил отправляются в сельскую глушь Вайоминга, в небольшой городок Рей. Их приютила семья местного маршала Клэя Уиллера. Теперь у Морганов достаточно времени, чтобы снова обсудить все их проблемы. После обустройства на новом месте и знакомства с медведями у Морганов начинают улучшаться отношения. Пол приглашает Мерил на свидание и постепенно растапливает лёд.
Тем временем для устранения свидетелей нанят киллер Винсент. Ему удаётся узнать, где укрылись супруги, и он отправляется в Вайоминг. Но благодаря некстати появившемуся медведю киллер был замечен Морганами. Убегая от Винсента, супруги попадают на местный праздник родео, где при помощи Уиллеров от киллера удаётся избавиться. Проходит шесть месяцев и Морганы возвращаются назад. Семейные отношения восстановлены, супруги удочерили девочку, которую назвали Рей.

## В ролях
- Сара Джессика Паркер — Мерил Морган
- Хью Грант — Пол Морган
- Сэм Эллиотт — Клэй Уиллер
- Мэри Стинберджен — Эмма Уиллер
- Наталия Климас — Моник
- Винченцо Амато — Джирард
- Джесси Либман — Адам Феллер
- Элизабет Мосс — Джеки Дрейк
- Майкл Келли — Винсент

## Оценки
Фильм получил в основном негативные отзывы от критиков. На сайте Rotten Tomatoes фильм получил рейтинг 12 % на основе 122 рецензий кинокритиков.